# Клаусен, Эмилий Карлович
Эмилий Карлович Клаусен (Emil Klausen; 1836 — 1891) — русский садовод, датчанин по рождению.

## Биография
Получив практическое образование в области садоводства в Германии и Бельгии, он в 1859 поселился в Нижнем Новгороде, где и открыл собственное садовое заведение, но скоро занял место главного садовника в Никитском саду и преподавателя в местном училище, оставаясь в этой должности до самой смерти.